# О’Ши, Кевин
Ке́вин Кри́стофер О’Ши (англ. Kevin Christopher O'Shea; 10 июля 1925 года, Сан-Франциско, Калифорния, США — 21 февраля 2003 года, Сонома, Калифорния, США) — американский профессиональный баскетболист, выступавший в Национальной баскетбольной ассоциации и Американской баскетбольной лиге.

## Биография
О’Ши играл на позиции защитника. Выступал за студенческую баскетбольную команду университета Нотр-Дам «Нотр-Дам Файтинг Айриш». На драфте НБА 1950 года был выбран клубом «Миннеаполис Лейкерс» под общим 10 номером. За три сезона в НБА он играл в трёх разных командах: «Лейкерс», «Милуоки Хокс» и «Балтимор Буллетс», набирая по 5,2 очка в среднем за игру. Закончил профессиональную карьеру в клубе «Уилкс-Барре Баронс» из Американской баскетбольной лиги в 1953 году.
После ухода из спорта О’Ши стал сооснователем страховой компании, в которой проработал до 1992 года.

## Статистика

### Статистика в НБА
| Сезон                                                                                    | Команда      | Регулярный сезон | Регулярный сезон | Регулярный сезон | Регулярный сезон | Регулярный сезон | Регулярный сезон | Регулярный сезон | Регулярный сезон | Регулярный сезон | Регулярный сезон | Регулярный сезон | Серия плей-офф | Серия плей-офф | Серия плей-офф | Серия плей-офф | Серия плей-офф | Серия плей-офф | Серия плей-офф | Серия плей-офф | Серия плей-офф | Серия плей-офф | Серия плей-офф |
| Сезон                                                                                    | Команда      | GP               | GS               | MPG              | FG%              | 3P%              | FT%              | RPG              | APG              | SPG              | BPG              | PPG              | GP             | GS             | MPG            | FG%            | 3P%            | FT%            | RPG            | APG            | SPG            | BPG            | PPG            |
| ---------------------------------------------------------------------------------------- | ------------ | ---------------- | ---------------- | ---------------- | ---------------- | ---------------- | ---------------- | ---------------- | ---------------- | ---------------- | ---------------- | ---------------- | -------------- | -------------- | -------------- | -------------- | -------------- | -------------- | -------------- | -------------- | -------------- | -------------- | -------------- |
| 1950/51                                                                                  | Миннеаполис  | 63               |                  |                  | 32,6             |                  | 72,4             | 2,0              | 1,6              |                  |                  | 4,3              | 5              |                |                | 14,3           |                | 75,0           | 1,0            | 0,2            |                |                | 1,0            |
| 1951/52                                                                                  | Милуоки Хокс | 43               |                  | 25,0             | 30,6             |                  | 65,5             | 2,8              | 2,3              |                  |                  | 6,0              | Не участвовал  | Не участвовал  | Не участвовал  | Не участвовал  | Не участвовал  | Не участвовал  | Не участвовал  | Не участвовал  | Не участвовал  | Не участвовал  | Не участвовал  |
| 1951/52                                                                                  | Балтимор     | 22               |                  | 29,5             | 37,0             |                  | 72,2             | 3,6              | 3,2              |                  |                  | 8,7              | Не участвовал  | Не участвовал  | Не участвовал  | Не участвовал  | Не участвовал  | Не участвовал  | Не участвовал  | Не участвовал  | Не участвовал  | Не участвовал  | Не участвовал  |
| 1952/53                                                                                  | Балтимор     | 46               |                  | 14,0             | 37,6             |                  | 59,3             | 1,7              | 1,9              |                  |                  | 4,1              | Не участвовал  | Не участвовал  | Не участвовал  | Не участвовал  | Не участвовал  | Не участвовал  | Не участвовал  | Не участвовал  | Не участвовал  | Не участвовал  | Не участвовал  |
|                                                                                          | Всего        | 174              |                  | 21,3             | 33,7             |                  | 68,0             | 2,3              | 2,1              |                  |                  | 5,2              | 5              |                |                | 14,3           |                | 75,0           | 1,0            | 0,2            |                |                | 1,0            |
| Наведите курсор мыши на аббревиатуры в заголовке таблицы, чтобы прочесть их расшифровку. |              |                  |                  |                  |                  |                  |                  |                  |                  |                  |                  |                  |                |                |                |                |                |                |                |                |                |                |                |